# Condado de Madison (Missouri)
O Condado de Madison é um dos 114 condados do estado americano de Missouri. A sede do condado é Fredericktown, e sua maior cidade é Fredericktown. O condado possui uma área de 1 289 km² (dos quais 2 km² estão cobertos por água), uma população de 11 800 habitantes, e uma densidade populacional de 9 hab/km² (segundo o censo nacional de 2000). O condado foi fundado em 1818.